# Football Club Utrecht
El Football Club Utrecht es un equipo de fútbol de la ciudad de Utrecht en los Países Bajos. Fue fundado el 1 de julio de 1970, y participa en la Eredivisie, la primera división del fútbol neerlandés.

## Historia
Este club se creó en 1970, producto de la fusión de tres clubes de la ciudad de Utrecht: el DOS Utrecht, el USV Elinwijk y el SC Velox.
El DOS fue campeón de liga en 1958. El Utrecht ha ganado la copa neerlandesa en tres ocasiones: 1985; 2003 y 2004, además de una supercopa en el mismo año 2004. Es además el primer club que no siendo parte de los clubes denominados "grandes" (Ajax, Feyenoord y PSV Eindhoven) gana este trofeo.
Cabe señalar que el Utrecht es uno de los cuatro clubes de su país que nunca han descendido de división.

## Uniforme
- Uniforme titular: Camiseta mitad roja y mitad blanca, pantalón rojo y medias rojas.
- Uniforme alternativo: Camiseta negra, pantalón negro y medias negras.

## Estadio
El estadio del FC Utrecht es el Galgenwaard Stadion, que fue fundado en 1982. Su capacidad es de 23.750 espectadores.

## Números retirados
- 4 —  David Di Tommaso, DEF (2004–2005) — homenaje póstumo.

## Entrenadores
- Erik Ten Hag
- Jean-Paul de Jong (diciembre de 2017-septiembre de 2018)[1]
- Dick Advocaat (septiembre de 2018-junio de 2019)[2]
- John van den Brom (julio de 2019-noviembre de 2020)
- René Hake (noviembre de 2020-marzo de 2022)[3]

## Palmarés

### Torneos nacionales (5)
- Eredivisie (como DOS Utrecht) (1): 1957-58.
- Copa de los Países Bajos (3): 1984-85; 2002-03; 2003-04.
- Supercopa de los Países Bajos (1): 2004.

## Participación en competiciones de la UEFA
| Temporada | Torneo                | Ronda              | Club                | Casa | Visita | Global   |  |
| --------- | --------------------- | ------------------ | ------------------- | ---- | ------ | -------- |  |
| 1980–81   | UEFA Cup              | 1                  | Argeş Piteşti       | 2–0  | 0–0    | 2–0      |  |
| 1980–81   | UEFA Cup              | 2                  | Eintracht Frankfurt | 2–1  | 1–3    | 3–4      |  |
| 1981–82   | UEFA Cup              | 1                  | Hamburg             | 3–6  | 1–0    | 4–6      |  |
| 1982–83   | UEFA Cup              | 1                  | Porto               | 0–1  | 0–2    | 0–3      |  |
| 1985–86   | UEFA Cup Winners' Cup | 1                  | Dynamo Kiev         | 2–1  | 1–4    | 3–5      |  |
| 1987–88   | UEFA Cup              | 1                  | LASK Linz           | 2–0  | 0–0    | 2–0      |  |
| 1987–88   | UEFA Cup              | 2                  | Hellas Verona       | 1–1  | 1–2    | 2–3      |  |
| 1991–92   | UEFA Cup              | 1                  | Sturm Graz          | 3–1  | 1–0    | 4–1      |  |
| 1991–92   | UEFA Cup              | 2                  | Real Madrid         | 1–3  | 0–1    | 1–4      |  |
| 2001–02   | UEFA Cup              | 1                  | Grazer AK           | 3–0  | 3–3    | 6–3      |  |
| 2001–02   | UEFA Cup              | 2                  | Parma               | 1–3  | 0–0    | 1–3      |  |
| 2002–03   | UEFA Cup              | 1                  | Legia Warszawa      | 1–3  | 1–4    | 2–7      |  |
| 2003–04   | UEFA Cup              | 1                  | Žilina              | 2–0  | 4–0    | 6–0      |  |
| 2003–04   | UEFA Cup              | 2                  | Auxerre             | 0–0  | 0–4    | 0–4      |  |
| 2004–05   | UEFA Cup              | 1                  | Djurgården          | 4–0  | 0–3    | 4–3      |  |
| 2004–05   | UEFA Cup              | Grupo C            | Real Zaragoza       |      | 0–2    | 5º Lugar |  |
| 2004–05   | UEFA Cup              | Grupo C            | Dnipro              | 1–2  |        | 5º Lugar |  |
| 2004–05   | UEFA Cup              | Grupo C            | Club Brugge         |      | 0–1    | 5º Lugar |  |
| 2004–05   | UEFA Cup              | Grupo C            | Austria Wien        | 1–2  |        | 5º Lugar |  |
| 2007      | UEFA Intertoto Cup    | 3                  | Hammarby            | 1–1  | 0–0    | 1–1 (a)  |  |
| 2010–11   | UEFA Europa League    | 2.ª Clasificatoria | KF Tirana           | 4–0  | 1–1    | 5–1      |  |
| 2010–11   | UEFA Europa League    | 3.ª Clasificatoria | FC Luzern           | 1–0  | 3–1    | 4–1      |  |
| 2010–11   | UEFA Europa League    | Playoff            | Celtic F.C.         | 4–0  | 0–2    | 4–2      |  |
| 2010–11   | UEFA Europa League    | Grupo K            | Napoli              | 3–3  | 0–0    | 4º Lugar |  |
| 2010–11   | UEFA Europa League    | Grupo K            | Liverpool           | 0–0  | 0–0    | 4º Lugar |  |
| 2010–11   | UEFA Europa League    | Grupo K            | Steaua București    | 1–1  | 1–3    | 4º Lugar |  |
| 2013–14   | UEFA Europa League    | 2.ª Clasificatoria | Differdange         | 3–3  | 1–2    | 4–5      |  |
| 2017–18   | UEFA Europa League    | 2.ª Clasificatoria | Valletta            | 3–1  | 0–0    | 3–1      |  |
| 2017–18   | UEFA Europa League    | 3.ª Clasificatoria | Lech Poznań         | 0–0  | 2–2    | 2–2 (a)  |  |
| 2017–18   | UEFA Europa League    | Playoff            | Zenit               | 1–0  | 0–2    | 1–2      |  |
| 2019–20   | UEFA Europa League    | 2.ª Clasificatoria | HŠK Zrinjski Mostar | 1–1  | 1–2    | 2–3      |  |